# Eduardo Gullas
Eduardo « Eddie » Rivera Gullas Sr., né le 13 octobre 1930 sur l'île de Cebu, est un homme politique et avocat philippin. 

## Biographie
Fils de Vicente Gullas et de Pining Rivera, il appartient à la population des Bisaya de la province de Cebu. 
Il a été élu pour cinq mandats comme membre de la Chambre des représentants des Philippines, représentant le premier district de Cebu de 1992 à 2001 et de 2004 à 2013. Il est membre du KAMPI et du parti One Cebu. Gullas avait également été gouverneur de Cebu pendant l'administration du président Ferdinand Marcos. 
Gullas est également actuellement président de l'Université des Visayas. Il a également occupé les fonctions de vice-président de la Chambre des représentants et de leader de la majorité à la Chambre. Il est aussi le maire de la ville de Talisay entre 2001 et 2004 et entre 2016 et 2019.